# Scheidungsrate
Die Scheidungsrate (Synonym: Scheidungsquote) gibt das Verhältnis zwischen Ehescheidungen und Eheschließungen an.
Man unterscheidet zwischen zwei Berechnungsverfahren:
1. Man setzt sämtliche Eheschließungen und sämtliche Ehescheidungen in einem bestimmten Zeitraum ins Verhältnis oder
2. man setzt die in einem bestimmten Zeitraum geschlossenen Ehen und nur deren Scheidungen ins Verhältnis.

## Berechnung

### Einfache Scheidungsrate
Die einfache Scheidungsrate ist das Verhältnis aller in einem Jahr geschiedenen zu geschlossenen Ehen. Eine Scheidungsrate von 100 % würde bedeuten, dass exakt so viele Ehen im Beobachtungszeitraum geschieden wie neu geschlossen wurden.
{\displaystyle {\frac {\text{Scheidungen pro Jahr}}{\text{geschlossene Ehen pro Jahr}}}={\text{Einfache Scheidungsrate}}}
Für das Jahr 2012 erhält man nach dieser Definition in Deutschland eine Scheidungsrate von {\displaystyle {\frac {179\,147}{387\,447}}=46{,}2\,\%}.
Die einfache Scheidungsrate ist nicht aussagekräftig über das Risiko, dass eine im Berichtszeitraum geschlossene Ehe geschieden wird.

### Genaue Scheidungsrate
Aussagekräftig kann die Scheidungsrate als der Anteil der im Berichtszeitraum geschlossenen Ehen berechnet werden, die bei gleich bleibender ehedauerspezifischer Scheidungshäufigkeit früher oder später geschieden werden. Nach dieser Definition erhält man für das Jahr 2003 eine Scheidungsrate von 43,6 % in Westdeutschland und 37,1 % in Ostdeutschland. Für Österreich betrug im Jahr 2003 diese Scheidungsrate 43,2 %.

### Scheidungsrisiko und Sichelfunktion
Scheidungsrisiko nennt man den Modus der Scheidungen pro Ehejahr in der Durchschnittsehe. Man spricht wegen der Form von einer Sichelfunktion. Sie ist eine Aggregation der individuellen Ehedauern und stellt einen Lebenszykluseffekt dar. Bundesweit hielten diese Ehen im Durchschnitt 9,5 Jahre (Arithmetisches Mittel).
Die Sichelfunktion {\displaystyle r(t)} steht dem Cumulative-Inertia-Axiom gegenüber.
{\displaystyle r(t)=c\cdot t\cdot e^{\frac {-t}{\lambda }}{\text{  mit }}c,\lambda >0}

### Rohe Scheidungsrate (EU)
Eurostat der EU definiert die sog. rohe Scheidungsrate (crude divorce rate) wie folgt.
Die rohe Scheidungsrate ist das Verhältnis zwischen der Zahl der Scheidungen in einem Jahr und der durchschnittlichen Bevölkerung in diesem Jahr. Der Wert wird pro 1000 Einwohner ausgedrückt.
Berechnung der rohen Scheidungsrate:
Eine Scheidungsrate nach Ehedauer kann für jedes Kalenderjahr n berechnet werden, indem die Zahl der Scheidungen am Ende von x Ehejahren zur ursprünglichen Zahl der Eheschließungen im Jahr n-x in Beziehung gesetzt wird.
Ebenfalls wird eine rohe Heiratsrate (crude marriage rate) definiert, siehe dort.

#### Beispiele
- Die höchsten Roheheiratsquoten innerhalb der EU wurden 2022 aus Ungarn (6,6 Eheschließungen je 1 000 Personen) und Lettland (6,3) gemeldet.
- Im Jahr 2022 wurden die höchsten rohen Scheidungsraten innerhalb der EU aus Lettland (2,9 Scheidungen je 1 000 Personen), Litauen (2,6) und Schweden (2,1) gemeldet.
- Weitere Daten siehe die Offizielle Datensätze und Datenbanken weiter unten.

## Einflussfaktoren
Jüngere Statistiken zeigen jedoch teilweise auch wieder rückläufige Scheidungsraten. Faktoren, die die Scheidungsrate beeinflussen, sind unter anderem:
- die bestehende Gesetzeslage, siehe auch Eherecht Familienrecht
- Lebenserwartung
- das Ausmaß an Mobilität und Anonymität in einer Gesellschaft
- gesellschaftliche und individuelle Normen
- wirtschaftliche Faktoren, die den entsprechenden Lebensunterhalt der Betroffenen nach einer Scheidung gewährleisten oder verhindern. Dabei nimmt in Krisenzeiten nicht nur die Scheidungsrate ab, sondern wird im Durchschnitt auch ein erhöhtes Maß an Zufriedenheit in den bestehenden Partnerschaften angegeben.

## Scheidungsrate in Deutschland
Die Zahl der Ehescheidungen ist im Jahr 2007 um 2 % gegenüber dem Vorjahr gesunken. Wie das Statistische Bundesamt (Destatis) mitteilt, wurden 2007 in Deutschland knapp 187.100 Ehen geschieden; 2006 waren 190.900 Ehescheidungen registriert worden. Wie im Vorjahr wurden damit 2007 von 1000 bestehenden Ehen zehn geschieden, 1992 waren es sieben und in den Jahren 2002 bis 2005 elf Ehen gewesen.
Von 1992 bis 2003 war die Zahl der Ehescheidungen mit Ausnahme des Jahres 1999 beständig von 135.000 auf 214.000 angestiegen, wobei in den neuen Ländern in den Jahren 1992 bis 1996 vorübergehend sehr wenige Ehen geschieden wurden. Seit 2004 ist in Deutschland eine Abnahme der Ehescheidungen zu verzeichnen.
Bei den im Jahr 2007 geschiedenen Ehen wurde der Scheidungsantrag in 103.100 Fällen von der Frau (55,1 %) und in 68.000 Fällen (36,3 %) vom Mann gestellt. In den übrigen Fällen beantragten beide Ehegatten die Scheidung. Gegenüber 2006 ist die Zahl der nur vom Mann beantragten Ehescheidungen um 1,8 % gesunken, nur von der Frau gestellte Scheidungsanträge gingen um 3,3 % zurück.
Bei der Mehrzahl aller Ehescheidungen sind die Ehepartner zumindest ein Jahr getrennt. 157.500 Ehen (84,2 %) wurden im Jahr 2007 nach einjähriger Trennung geschieden, dies waren 4000 Ehen oder 2,5 % weniger als 2006. Bei 3000 Scheidungen waren die Partner noch kein Jahr getrennt gewesen (− 10,3 % gegenüber dem Vorjahr). Die Zahl der Scheidungen nach dreijähriger Trennung hat mit 25.600 leicht zugenommen (+ 2 %).
2007 betrug die durchschnittliche Ehedauer bei der Scheidung 13,9 Jahre. 2006 waren die Partner im Durchschnitt 13,7 Jahre verheiratet gewesen und 1990 11,5 Jahre. Somit setzt sich die Tendenz der vergangenen Jahre zu einer längeren Ehedauer bis zur Scheidung fort.
Von den im Jahr 2007 geschiedenen Ehepaaren hatten knapp die Hälfte Kinder unter 18 Jahren. Gegenüber 2006 hat die Zahl der von der Scheidung ihrer Eltern betroffenen minderjährigen Kinder von 148.600 auf 145.000 und damit um 2,5 % abgenommen.
Wie aus der Statistik des Stat. Bundesamtes (insbesondere Schaubild-1) ganz eindeutig hervorgeht, ist das Phänomen, dass in den 1950er Jahren die Scheidungsrate kontinuierlich sank, dann seit 1960 bis 1975 langsam anstieg, dann 1977/78 im Westen und 1990 bis 1993 im Osten einen Einbruch mit historischen Tiefstständen hatte. Weiterhin ist der Anstieg der 50-Jahre-Trendlinie nur sehr gering: Der Rückgang der Scheidungsrate in den 1950ern wurde erst in den 1980ern durch den Trend wieder aufgeholt. Somit scheinen konjunkturelle und wirtschaftliche Gegebenheiten keine große Rolle zu spielen, sondern vielmehr juristische und politische Gegebenheiten: Der erste Einbruch fiel zusammen mit der Einführung des neuen Scheidungsrechtes, der zweite mit der Wiedervereinigung und somit der Abschaffung der liberalen Scheidungsfolge-Rechtsnormen des Familiengesetzbuch (FGB) zugunsten der weitgehenden Scheidungsfolgen des BGB. Von 1950 bis 2005 hat sich gemäß diesem Schaubild der Anteil der Ehescheidungen an allen Ehelösungen von knapp unter 30 % auf ca. 38 % erhöht, d. h. eine sehr moderate mittlere Steigerungsrate.

## Scheidungsrate in der Schweiz
Die Schweiz bzw. das Schweizer Bundesamt für Statistik (BFS) definiert die Scheidungsziffer:
Die zusammengefasste Scheidungsziffer weist den durchschnittlichen Prozentanteil der Ehen aus, die im Laufe der Zeit geschieden werden, wenn das ehedauerspezifische Scheidungsverhalten eines bestimmten Kalenderjahres zukünftig nicht ändern würde.
Die aktuelle Scheidungsziffer liegt (Stand 2022) bei 40 %.

Nach Eigenangaben des BFS:
Die Scheidungshäufigkeit hat in den letzten Jahren zugenommen. Die zusammengefasste Scheidungsziffer ist seit 1970 entsprechend stark angestiegen. Schätzungen zufolge werden sich zwei von fünf Ehepaare zukünftig scheiden lassen, wenn sich das heutige Scheidungsverhalten nicht ändern sollte.

## Offizielle Datensätze und Datenbanken
- Deutschland: Eheschließungen, Ehescheidungen und Lebenspartnerschaften. In: Destatis. Statistisches Bundesamt, 2024, abgerufen am 30. März 2024.
- Schweiz: Scheidungshäufigkeit. In: Bundesamt für Statistik (BFS). Bundesverwaltung, 2024, abgerufen am 30. März 2024.
- Weltweite Daten: Marriages and Divorces. In: Our World in Data. Global Change Data Lab, 25. Juli 2020, abgerufen am 30. März 2024 (englisch).
- EU+N: Marriage and divorce statistics. In: Eurostat. EC, März 2024, abgerufen am 1. April 2024 (englisch, Datenstand ist März 2024; geplantes Update für März/April 2025).